# سجل توماس
إن سجل توماس للمصنعين الأمريكيين, المعروف باسم «الكتب الخضراء الضخمة» و«سجل توماس», هو دليل متعدد المجلدات يتضمن معلومات المنتج الصناعية يحتوي على 650.000 موزع، ومصنع وشركة خدمة ضمن ما يزيد عن 67.000 فئة صناعية.

## معلومات تاريخية
قام هارفي مارك توماس بنشر هذا السجل لأول مرة في عام 1898 باسم كتاب الأجهزة والمهن الشبيهة. وتوقفت الشركة عن نشر منتجاتها المطبوعة في عام 2006 بسبب انخفاض التداول بسبب عمليات البحث على الإنترنت التي قللت قابلية تلك المنتجات للاستخدام.
نقل توماس قاعدة البيانات على الإنترنت في صورة موقع توماس نت(ThomasNet)، المنشور والمتابع بواسطة شبكة توماس الصناعية وهي إحدى وحدات توماس للأعمال التجارية الخمسة. توسع الموقع لتوفير ليس فقط المنتج ومعلومات الشركة ولكن الفهارس على الإنترنت، والتصميم بمساعدة الكمبيوتر (تصميم بمساعدة الحاسوب) الرسومات، الأخبار، المنشورات الصحفية، المنتديات والمدونات.

## شركة توماس للنشر، ذ.م.م
شركة توماس للنشر، ذ.م.م بمدينة نيويورك التي امتلكها القطاع الخاص منذ إنشائها. تستخدم الشركة مندوبين مستقلين لبيع مساحات إعلانية في جميع قوائم منتجاتها المطبوعة مثل سجل توماس ودليل توماس الإقليمي الصناعي ويبيع هؤلاء المندوبون المنتجات المرتبطة بالإنترنت إلى المصنعين والموزعين وغيرهما من الشركات.

## موقع ThomasNet
توقف الموقع عن نشر الدلائل المطبوعة منذ عام 2006. وفي أبريل من عام 2006 منحت مكتبة نيويورك العامة الموقع لقب أحد أفضل 25 مرجعًا للمصادر كأمين مكتبة.
وفي نوفمبر 2010 صار الموقع شريكًا مؤسسًا لشركة GlobalTrade.net نسخة محفوظة 24 فبراير 2018 على موقع واي باك مشين., تلك السوق الدولية لمقدمي الخدمات التجارية.

## وصلات خارجية
- موقع ThomasNet